# Masson (Familienname)
Masson ist ein französischer Familienname.

## Namensträger
- Adine Masson, französische Tennisspielerin
- Aimé Gruet-Masson (1940–2014), französischer Biathlet
- Alain Masson (* 1961), kanadischer Radsportler und Skilangläufer
- Alexandra Masson (* 1971), französische Politikerin (Rassemblement National), Abgeordnete der Nationalversammlung
- Alexandre-Frédéric-Jacques Masson de Pezay (1741–1777), französischer Militär, Literat und Enzyklopädist
- André Masson (1896–1987), französischer Maler, Grafiker und Bildhauer
- Antoine Masson (Maler) (1636–1700), französischer Maler
- Antoine Masson (Physiker) (1806–1860), französischer Physiker
- Antoine Masson (Boxer), belgischer Boxer, Olympiateilnehmer 1920
- Antoine-Claude-Pierre Masson de La Motte-Conflans (1727–1801), französischer Buchdrucker und Enzyklopädist
- Arthur Masson (1896–1970), belgischer Schriftsteller französischer Sprache
- Caroline Masson (* 1989), deutsche Golfproette
- Chana Masson (* 1978), brasilianische Handballspielerin
- Charles Masson (1800–1853), britischer Soldat und Entdecker
- Charles François Philibert Masson (1761–1807), französischer Beamter, Sekretär, Lyriker und Schriftsteller
- Clovis Masson (1838–1913), französischer Bildhauer
- David Masson (Literaturwissenschaftler) (1822–1907), schottischer Literaturwissenschaftler und Biograph
- David I. Masson (1915–2007), britischer Schriftsteller und Bibliothekar
- David Orme Masson (1858–1937), australischer Chemiker
- David Parkes Masson (1847–1915), britischer Philatelist
- Don Masson (* 1946), schottischer Fußballspieler
- Elizabeth Masson (1806–1865), britische Sängerin und Komponistin
- Émile Masson (Schriftsteller) (1869–1923), französischer Schriftsteller
- Émile Masson senior (1888–1973), belgischer Radrennfahrer
- Émile Masson junior (1915–2011), belgischer Radrennfahrer
- Esteban Masson (* 2004), französischer Autorennfahrer
- Francis Masson (1741–1805), schottischer Botaniker und Pflanzersammler
- Frédéric Masson (1847–1923), französischer Historiker
- Georgina Masson (1912–1980), britische Autorin und Fotografin
- Henri Masson (1872–1963), französischer Fechter
- Ilona Masson (* 2001), belgische Dreispringerin
- Innocent Le Masson (Philippe Masson; 1627–1703), französischer Mönch, Prior der Grande Chartreuse und Generalminister des Kartäuserordens
- Jacques Masson (Theologe) (um 1475–1544), flämischer Theologe und Hochschullehrer
- Jacques Masson (Bankier) (1663–1741), schweizerisch-französischer Bankier
- Jean Papire Masson (1544–1611), französischer Humanist
- Jeffrey Masson (* 1941), US-amerikanischer Schriftsteller
- Jérémy Masson (* 1987), französischer Shorttracker
- Jules Edmont Masson (1871–1832), französischer Bildhauer
- Laetitia Masson (* 1966), französische Schauspielerin
- Louis-François-Rodrigue Masson (1833–1903), kanadischer Politiker
- Loys Masson (1915–1969), französischer Schriftsteller
- Marie-Andrée Masson (* 1963), kanadische Skilangläuferin
- Michail Masson (1897–1986), sowjetischer bzw. usbekischer Archäologe und Orientalist
- Michel Masson (1800–1883), französischer Romancier und Dramatiker
- Nicolas Masson (* 1972), Schweizer Jazzmusiker
- Olivier Masson (1922–1997), französischer Klassischer Philologe
- Paul Masson (1874–1944), französischer Radrennfahrer
- Paul-Marie Masson (1882–1954), französischer Musikwissenschaftler und Hochschullehrer
- Philippe Masson (1928–2005), französischer Historiker
- Roger Masson (1894–1967), Schweizer Militärwissenschaftler und Berufsoffizier
- Roger Masson (Rennfahrer) (1923–2014), französischer Autorennfahrer und Landwirt
- Rudecindo Ortega Masson (1889–1962), chilenischer Politiker und Diplomat
- Suzanne Masson (1901–1943), französische Widerstandskämpferin
- Valérie Masson-Delmotte (* 1971), französische Paläoklimatologin
- Victor Masson (1849–1917), französischer Künstler